# Mike Gregory
Michael Seward (Mike) Gregory (Bath, 16 december 1956 – 19 april 2022) was een Engelse darter. In 1992 haalde hij de finale van de Embassy, daarin verloor hij van Phil Taylor met 6-5. 

## Resultaten op wereldkampioenschappen

### BDO
- 1984: Kwartfinale (verloren van Jocky Wilson 0-5)
- 1985: Laatste 32 (verloren van Bobby George 1-2)
- 1986: Laatste 32 (verloren van Keith Deller 0-3)
- 1987: Kwartfinale (verloren van Jocky Wilson 3-4)
- 1988: Laatste 32 (verloren van Chris Johns 0-3)
- 1989: Kwartfinale (verloren van Jocky Wilson 3-4)
- 1990: Halve Finale (verloren van Eric Bristow 2-5)
- 1991: Laatste 16 (verloren van Eric Bristow 0-3)
- 1992: Finale (verloren van Phil Taylor 5-6)
- 1993: Kwartfinale (verloren van Bobby George 2-4)
- 1995: Kwartfinale (verloren van Martin Adams 3-4)
- 1996: Laatste 32 (verloren van Les Wallace 0-3)
- 1997: Laatste 32 (verloren van Roland Scholten 2-3)
- 1999: Laatste 32 (verloren van Martin Adams 1-3)